# 27958 Giussano
27958 Giussano è un asteroide della fascia principale. Scoperto nel 1997, presenta un'orbita caratterizzata da un semiasse maggiore pari a 2,4337624 au e da un'eccentricità di 0,2092993, inclinata di 2,61108° rispetto all'eclittica.
L'asteroide è dedicato all'omonima città italiana di Giussano, in provincia di Monza Brianza (CAP:20833).